# رهباني حديث
رهباني حديث أو فقمة الراهب الحديثة (الاسم العلمي: Neomonachus)، جنس ثدييات من فصيلة الفقميات. يحتوي على نوعين: فقمة الراهب هاوايية المهددة بالانقراض، وفقمة الراهب الكاريبية المنقرضة. قبل عام 2014، وضعت جميع الأنواع الثلاثة من فقمة الراهب في جنس فقمة رهبانية (Monachus)، ولكن وُجد أن هذا النوع من الفقمة كان شبه عرق

## الأنواع
| الصورة | الاسم العلمي     | الاسم الشائع          | التوزيع |
| ------ | ---------------- | --------------------- | --- |
|        | N. schauinslandi | فقمة الراهب الهاوايية | الجزر الهاوايية وجزر الولايات المتحدة الصغيرة النائية، الولايات المتحدة |
|        | †N. tropicalis   | فقمة الراهب الكاريبية | تراوح وجوده مرة واحدة في جميع أنحاء البحر الكاريبي (في أنتيغوا وباربودا، باهاماس، بليز، كوستاريكا، كوبا، دومينيكا، جمهورية الدومينيكان، غوادلوب، هايتي، هندوراس، جامايكا، المكسيك، نيكاراغوا، بورتوريكو) وجنوب شرق الولايات المتحدة; منقرض |